# Emilio Ardana
Emilio Ardana (ur. 8 maja 1983 w Sewilli) – hiszpański aktor pornograficzny, kulturysta, tancerz go-go, trener personalny, striptizer i model. Pod pseudonimem Caleb Roca występował w gejowskich filmach porno.

## Życiorys
Urodził się w Sewilli w Andaluzji. Jako kulturysta, regularnie brał udział w konkursach, w tym Copa de Andalucía FAFF/IFBB 2010 w kategorii „Senior”. W 2015 zajął drugie miejsce w Mistrzostwach w Kulturystyce XLVII 'Copa Catalana' IFBB w kategorii „Classic Bodybuilding hasta 175 cm”. 
W 2012 zapoczątkował karierę w branży porno pojawiając się w produkcji FAKings.com Con sólo 19 añitos a Virginia le hemos hecho adicta a las pollas, mira como -lo flipa- con la polla de nuestro nuevo chico. Współpracował potem z firmami producenckimi, takimi jak Airerose Entertainment, CumLouder Network, Eromaxx Films, Private czy RealityKings. 
Wystąpił jako Grumpy w porno baśni Królewna Śnieżka - Apolonia y los 7 guarritos (2015) obok takich wykonawców jak Apolonia Lapiedra (Apolonia), Sasha Blonnde (Happy), Miguel Zayas (Dopey), Kevin White (Sneezy), Pablo Ferrari (Doc), Potro De Bilbao (Sleepy) i Jesús Reyes (Bashful), a także porno parodii Gwiezdnych wojen - VRCosplayX Star Wars: A XXX Parody (2017). W czerwcu 2016 zajął 39. miejsce w rankingu na „Najbardziej seksownego modela Men at Play” (El modelo mas sexy de Men at Play), ogłoszonym przez hiszpański portal 20minutos.es. Grał kowboja w nominowanym do AVN Award i XBIZ Award porno westernie Digital Playground Rawhide (2017) z Nacho Vidalem (Eli), Mishą Cross (Jill Sanders), Jessą Rhodes (Cody), Juanem Lucho (David) i Nickiem Moreno. Był Blaszanym Drwalem w parodii porno Czarnoksiężnik z Krainy Oz - VRpov The Wizard of Oz a XXX Parody (2018) z Avą Austen.
Przyjął także propozycje udziału w filmach Marc Dorcel Vidéo, w tym Infiltree (2017), 40 Ans, Ma Femme N'a Pas de Culotte (2017), Prisonniere (2017), Ella The Sex Addict (2017), ClubXtrem: Valentina et Katrina Sans Limites (2017) i 40 Ans Deja Veuve (2018). 
W 2017, podczas Salón Erótico de Barcelona, otrzymał nagrodę Ninfa w kategorii „Najlepszy aktor”, a w Murcji na zorganizowanym przez Conrada Sona Salón Erótico de Murcia odebrał XStar Award w kategorii „Najlepszy hiszpański aktor erotyczny”.

## Nagrody i nominacje
| Rok  | Nagroda           | Kategoria                                                           | Film                               | Pozostali wykonawcy                                                                                       | Rezultat  |
| ---- | ----------------- | ------------------------------------------------------------------- | ---------------------------------- | --- | --------- |
| 2014 | Ninfa             | Najlepsze aktorskie objawienie                                      | –                                  | – | Nominacja |
| 2015 | Ninfa             | Najlepszy aktor                                                     | –                                  | – | Nominacja |
| 2016 | Ninfa             | Najlepszy aktor                                                     | –                                  | – | Nominacja |
| 2016 | Ninfa             | Najlepsza scena                                                     | Apolonia y los 7 guarritos (2015)  | Apolonia Lapiedra, Sasha Blonnde, Miguel Zayas, Kevin White, Pablo Ferrari, Potro De Bilbao i Jesús Reyes | Nominacja |
| 2017 | XStar Award       | Najlepszy hiszpański aktor erotyczny                                | –                                  | – | Wygrana   |
| 2017 | Ninfa             | Najlepszy aktor                                                     | –                                  | – | Wygrana   |
| 2018 | EroAward          | Najlepszy aktor porno                                               | –                                  | – | Nominacja |
| 2018 | AVN Award         | Najlepszy wykonawca zagraniczny                                     | –                                  | – | Nominacja |
| 2018 | Ninfa             | Najlepsza scena z trójkątem / orgia roku                            | Tres hermanitas Cumsumistas (2017) | Apolonia, Gina, Jade Presley, Alberto Blanco i Potro de Bilbao                                            | Nominacja |
| 2018 | Ninfa             | Najlepszy aktor                                                     | El máster (2017)                   | Cristina                                                                                                  | Nominacja |
| 2018 | XBIZ Europa Award | Najlepsza scena seksu - glamcore (błysk, efekt, przyciąganie uwagi) | Exposure (2017)                    | Zoe Doll                                                                                                  | Nominacja |
| 2018 | XBIZ Europa Award | Najlepsza scena seksu - film feature                                | Rawhide (2017)                     | Misha Cross                                                                                               | Nominacja |
| 2019 | AVN Award         | Najlepsza scena seksu grupowego w zagranicznej produkcji            | Undercover (2018)                  | Alexa Tomas, Megan Rain i Apolonia Lapiedra                                                               | Wygrana   |
| 2019 | AVN Award         | Najlepsza scena seksu rzeczywistości wirtualnej                     | Star Wars: A XXX Parody (2018)     | Taylor Sands                                                                                              | Nominacja |
| 2020 | AVN Award         | Najlepsza zagraniczna scena seksu analnego                          | Clea, Private Banker (2019)        | Clea Gaultier i Potro de Bilbao                                                                           | Nominacja |
| 2020 | XBIZ Europa Award | Najlepsza scena seksu Glamcore                                      | 5 PM (2019)                        | Cassie Del Isla                                                                                           | Nominacja |